# Aulaconotus atronotatus
Aulaconotus atronotatus là một loài bọ cánh cứng trong họ Cerambycidae.